# Funaria meeseacea
Funaria meeseacea är en bladmossart som beskrevs av C. Müller 1882. Funaria meeseacea ingår i släktet spåmossor, och familjen Funariaceae. Inga underarter finns listade i Catalogue of Life.